# CICS
CICS, és l'acrònim en anglés de Customer Information Control System (en català, Sistema de control d'informació de clients), és un gestor transaccional, o monitor de teleprocés, que s'executa principalment en mainframes IBM amb els sistemes operatius OS/390, z/OS o VSE. També existeixen versions de CICS per altres entorns, com OS/400, OS/2, etc. La versió per a entorns Unix rep el nombre de TX Series.
CICS és un sistema dissenyat per processar tant transaccions en temps real com en temps diferit (per lots). En els grans ordinadors IBM zSeries, un sistema CICS pot donar servei a milers de transaccions per segon. És una peça clau en els serveis de molts bancs, administracions i grans empreses. Les aplicacions CICS poden ésser escrites en diferents llenguatges com COBOL, PL/I, llenguatge de programació C, C++, codi assemblador, REXX i Java. Per motius històrics, la majoria d'aplicacions CICS estan escrites en COBOL o PL/I.